# Stolotermes
Stolotermes (лат.) — род термитов. Около 10 видов.

## Описание
Длина солдат 5—11 мм. Голова, пронотум и брюшко у имаго покрыты длинными волосками. Усики состоят из 15—17 члеников (у солдат — 14—18). Аролий нет. Лапки 4-члениковые. Оцеллии у имаго редуцированы, глаза овальные, среднего размера. Южная Африка. Австралия, Новая Зеландия.

## Систематика
Выделяют около 10 видов. Первоначально таксон Stolotermes был описан в качестве подрода в составе рода Hodotermes Hagen, 1858. Положение рода Stolotermes несколько спорно в составе Termopsidae. Возможно, он несколько ближе к таким семействам, как Rhinotermitidae или Termitidae. Род составляет отдельное монотипное подсемейство Stolotermitinae Holmgren, 1910, которое в 2009 году было выделено в отдельное семейство Stolotermitidae (Engel, Grimaldi, Krishna, 2009).
- Stolotermes africanus Emerson, 1942
- Stolotermes australicus Mjöberg, 1920[4]
- Stolotermes brunneicornis (Hagen, 1858)
- Stolotermes inopinus Gay, 1969[5]
- Stolotermes queenslandicus Mjöberg, 1920
- Stolotermes ruficeps Brauer, 1865[6]
- Stolotermes victoriensis Hill, 1921[7]
- †Stolotermes kupe Kaulfuss, Harris & Lee, 2010[8]
- †Stolotermes amanoi Fujiyama, 1983[9]